# Willem Frederik Rochussen

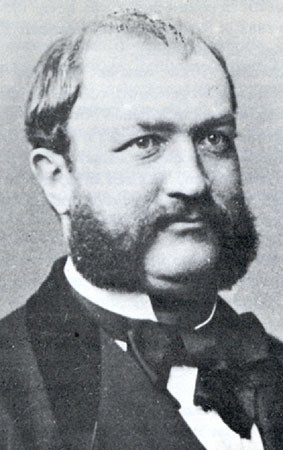
Willem Frederik Rochussen

Jhr. Willem Frederik Rochussen (Amsterdam, 18 december 1832 – Den Haag, 17 juli 1912) was een Nederlands jurist, diplomaat en politicus.
Rochussen was een negentiende-eeuws minister en staatsraad, intelligente zoon van de vooraanstaande staatsman J.J. Rochussen. Hij maakte als[diplomaat snel carrière en werd gezant in Brussel en in Berlijn. Hij onderhield goede contacten met onder anderen Bismarck. Hij was korte tijd minister van Buitenlandse Zaken in het kabinet-Van Lynden van Sandenburg en daarna drieëntwintig jaar lid van de Raad van State. Hij werd op 5 januari 1876 door Willem III in de Nederlandse adelstand verheven en mocht het predicaat jonkheer  gaan voeren.
Rochussen was officier in de Orde van de Eikenkroon (1859), commandeur in de Orde van de Nederlandse Leeuw (24 augustus 1874) en ridder-grootkruis in de Orde van Oranje-Nassau (5 februari 1901). Hij droeg 15 buitenlandse onderscheidingen.